# Rafelcofer (kommunhuvudort)
Rafelcofer är en kommunhuvudort i Spanien.   Den ligger i provinsen Província de València och regionen Valencia, i den östra delen av landet, 300 km sydost om huvudstaden Madrid. Rafelcofer ligger 40 meter över havet och antalet invånare är 1 395.
Terrängen runt Rafelcofer är kuperad åt sydväst, men åt nordost är den platt. En vik av havet är nära Rafelcofer åt nordost.Runt Rafelcofer är det ganska tätbefolkat, med 166 invånare per kvadratkilometer. Närmaste större samhälle är Gandia, 4,0 km norr om Rafelcofer. 